# Чехович, Георгий Владимирович
Георгий Владимирович Чехо́вич (1891—1964) — советский военный инженер, крупный специалист в области систем приборов управления артиллерийского оружия ВМФ. Член-корреспондент Академии артиллерийских наук (14.04.1947), лауреат Сталинской премии (1942), кандидат технических наук (1946), доцент, инженер-полковник (1950).

## Биография
Родился 6 апреля) 1891 года в селе Сясьские Рядки (ныне Волховский район, Ленинградская область). С 1908 года — студент Петербургского электротехнического института, который окончил в 1915 года, а дипломный проект на звание инженера-электрика защитил в апреле 1918 года. В мае 1915 года поступил на работу на завод «Л. М. Эриксон и К°» в Петербурге в качестве помощника заведующего чертежной мастерской военно-морского отдела. С мая 1919 года — инженер военно-морского отдела правления секции «Электросвязь» в Петрограде. С января 1921 г. — заведующий бюро нормализации телефонного производства завода «Красная заря» в Петрограде (бывший завод «Л. М. Эриксон и К°»). С сентября 1921 года по октябрь 1923 года работал инженером-проектантом отдела новых работ завода «Электроток» в Петрограде. С октября 1923 года работал на заводе «Красная заря»: заведующим бюро заказов и контроля телефонного производства; с мая 1925 года -инженер-проектант военно-морского отдела; с января 1927 года — заведующий группой сборочных цехов производства автоматической телефонии. С января 1928 года — заведующий техническим подотделом военно-морского отдела завода им. Кулакова в Ленинграде. С января 1929 года — помощник заведующего техническим отделом военно-морской части завода «Электроприбор» в Ленинграде. В январе 1930 года арестован по обвинению во вредительстве с группой инженеров слаботочной промышленности. С февраля 1930 года находясь под следствием работал по специальности в Особом конструкторском бюро при Полномочном представителе ОГПУ в Ленинградском военном округе. В декабре 1931 года из-под ареста освобожден со снятием всех обвинений. С декабря 1931 года -инженер-проектант специальной группы «ВООМП» в Ленинграде. С января 1933 года — в Артиллерийском научно-исследовательском Морском институте в Ленинграде: старший инженер отдела, а с января 1937 года — старший научный сотрудник отдела приборов управления стрельбой. Кроме основной работы в порядке совместительства занимался педагогической (лекционной) работой: в 1918—1922 гг. — в училище командного состава флота; в 1922—1924 гг. — в фабрично-заводском училище при заводе «Красная заря»; в 1935—1936 гг. — в Военной электротехнической академии; в 1937—1938 гг. — в Военно-морской академии. В сентябре 1941 года призван на военную службу и назначен старшим инженером по научно-исследовательской работе научно-исследовательского отдела Артиллерийского управления Наркомата Военно-морского флота в Ульяновске. С июля 1942 года — начальник 1-го отделения 3-го отдела Артиллерийского научно-исследовательского Морского института Министерства Вооруженных сил. С 1948 года — преподаватель, затем начальник кафедры артиллерийского вооружения Военно-морской академии. С 1955 года инженер-полковник Чехович в запасе.
Специалист и ученый в области приборов управления артиллерийской стрельбой. Является автором автомата торпедной стрельбы «ГАК» (1929), централизованного автоматического прицела «ЦАП» (1926) каскадного включения двигателей синхронных передач в схемах Приборов управления стрельбой линкора «Красный Кавказ» (1929). Разработал поправочник на наклон оси цапф орудий для схем приборов управления стрельбы (1922); среднюю (геометрическую) часть упрощенного автомата надводной стрельбы (1928). За работу по повышению эффективности стрельбы корабельной зенитной артиллерии удостоен Сталинской премии.
Умер 13 августа 1964 года. Похоронен в Ленинграде на Богословском кладбище.

## Труды
- Выработка данных наводки нестабилизированных артиллерийских систем. Л.: ВМА, 1948;
- Осмотр 37-мм автоматической зенитной пушки //Артиллерийский журнал. 1954. № 9. С. 39-45.

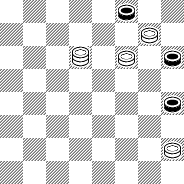
Задача Г. В. Чеховича. Запереть простую. 1908 год. Журнал Огонёк

## Интересные факты
Известный шашечный композитор.
Задача Г. В. Чеховича является таском — рекордным минимальным решением темы.
1. fe7 g3A,2. f4,3.h6# A 1…g5, 2.d8, 3. dg3, 4. e1, 5. f2 h4 (B), 5. hg3# B 5..f4, 6. hg3, 7. g1#

## Награды и премии
- орден Красной Звезды (22.02.1943)[3]
  - медали в том числе:
  - «За боевые заслуги» (13.06.1952)[4][5]
  - «За победу над Германией в Великой Отечественной войне 1941—1945 гг.» (17.09.1945)[6]
- Сталинская премия второй степени (1943) — за работу по повышению эффективности стрельбы корабельной артиллерии